# 新極真会
新極真会（しんきょくしんかい、ラテン文字表記：Shinkyokushinkai、英語: World Karate Organization、略称：WKO Shinkyokushinkai）は、フルコンタクト系の空手団体。正式名称はNPO法人全世界空手道連盟新極真会（ぜんせかいからてどうれんめいしんきょくしんかい）。
極真会館の会派団体の一つ。全日本フルコンタクト空手道連盟の加盟団体。

## 概要
2003年（平成15年）7月、国際空手道連盟極真会館から分派し、「全世界空手道連盟新極真会」を発足。総本部事務所は東京都港区東麻布1丁目25番5号VORT麻布イースト8階、総本部道場は東京都新宿区新小川町9番21号チアフィールドカテリーナ地下1階に置く。
「心極める」を理念に掲げ、「青少年育成」「社会貢献」「国際交流」を活動の柱と定める。
大山倍達十段を創始者とし、第5回全世界空手道選手権大会王者の緑健児が代表理事を務める。
試合ルールは原則として極真会館時代のルールを受け継ぐ。主要大会は骨髄バンクチャリティーとして開催され大会会長は衆議院議員の中谷元が務める。
新極真会は加盟国数をもって自らを世界最大のフルコンタクト空手団体としている。2022年8月末現在、103カ国が加盟する。
新極真会はテレビ東京が大会の中継を行い、J SPORTSでもレギュラー番組『新極真魂』が放送されている。また、新極真会のYouTube公式チャンネルでも大会動画を配信している。
会歌「新極真会の歌」は歌手の長渕剛、屋号「指定書体」は柿沼康二、緑代表と親交のある2人が「空手と音楽と書道」の日本文化のコラボレーションを度々開催している。

### 役員
- 代表理事・緑健児
- 副代表理事・小林功
- 副代表理事・三好一男
- 理事・藤原康晴
- 理事・木元正資
- 理事・塚本徳臣
- 理事・外舘慎一
- 事務局長・小井泰三

## 歴史

### 大山倍達の死去から名称変更まで
1994年（平成6年）4月26日に極真会館創始者の大山倍達が死去し、松井章圭を館長とする新体制が発足したが、高木薫ら5人の支部長が遺族と共に大山の遺言に疑義を示して離脱したのをきっかけに、翌1995年（平成7年）4月5日に国内支部長全48名のうち、35名の支部長が松井の解任に賛成した。35名は三瓶啓二を中心とした支部長協議会派を結成。同年には遺族派（現極真会館 宗家）と合併し、大山智弥子を館長に擁立し、一時的に最大会派となった。実際の組織運営の長である代表理事には西田幸夫が就任したが、マスコミからは館長の名を取って大山派と呼称された。しかし同年に川畑幸一ら9人の支部長が松井章圭派（現極真会館松井派）に戻った。また、運営で高木がかつて福島支部創立で確執があった三瓶と再び対立し離れた。
1996年、1月26日に分裂後初の大会となる第6回全世界空手道選手権大会を横浜アリーナで開催した。平行して第1回女子世界空手道選手権大会も行われた。同年には全日本女子空手道選手権大会も開催された。3月6日にのちの総本部となる国際武道センターを飯田橋にオープンした。
1997年、6月23日にIKO総会が開かれ、国際空手道連盟会長に西田幸夫が、副会長に三瓶啓二が就任した。この年に開催された第14回ウエイト制大会から、軽中量級と軽重量級を増設し5階級となったが、第17回大会から3階級に戻った。また、6月22日に体重別の世界大会である第1回カラテワールドカップを開催。当初から女子の部が設けられたが、第1回大会は軽量級、重量級のみであった。
1998年、智弥子が館長を辞め、代表理事に三瓶が、副代表に緑健児が就任した。国際理事であるIKO会長は西田が続投した。これ以降、緑の代表就任までの期間は「三瓶派」と呼称された。
1999年、第7回世界大会の終了後、三瓶は記者会見を開き「極真の唯一の世界王者は岡本徹である。異論があるならば松井派との対抗戦も辞さない。」と宣言したが、松井は「選手に代理戦争をさせるのか」と一蹴し実現しなかった。
2000年、2月18日の総会選挙で緑健児が代表理事に就任。同日、西田幸夫、増田章から提出された退会届を受理した。4月26日七戸康博がIKO会長に就任した。緑の就任以降、新極真会への改称までの期間は「緑派」と呼ばれた。5月26日、鈴木国博がコロシアム2000に出場し、ルシアーノ・バジレと対戦した。また、同大会では緑が演武を行った。9月25日に特定非営利活動法人（NPO法人）の認証を受けた。
2001年、1月12日に東京ステーションホテルにおいて当時国際空手道連盟会長だった七戸康博、理事の田畑繁、長谷川一幸、大石代悟らが「極真連合会」発足の記者会見を開く。
当初、NTTタウンページへの広告掲載に対する松井派の妨害へ派閥を超えて独自の裁判で対抗する有志のグループとしていたが、のちに上記の支部長の離脱により組織化した。七戸の離脱により国際空手道連盟会長に緑が就任した。
なお、第2回カラテワールドカップの開催直前だったこともあり、離脱支部長が抱える日本代表選手の出場資格は剥奪されなかった。6月23日にハンガリーのブダペストで日本国外での初の国際大会となる第2回カラテワールドカップを開催、これ以降、同大会は第3回以外は日本国外で開催される。

### 新極真会以降
分裂以降、「我こそが極真会館」と主張していたが、商標権裁判に敗れ、名称変更を余儀なくされた（→極真会館#分裂騒動）。
2003年、7月11日に「NPO法人国際空手道連盟極真会館」から「NPO法人全世界空手道連盟新極真会」と組織名を改めた。「我こそが真の極真」という姿勢は変わらず、名称を変更したあとも創始者大山倍達とし公式大会の大会名称、開催回数、入賞者も極真会館の記録を引き継いでいる。分裂以降は独自の入賞者になっているが、あくまで以前の大会の流れを引き継いでいるという姿勢である。名称ではなく組織活動での正統性を強調するためか他派がプロ格闘技に参戦したり極真ルール以外の競技を始める中、極真ルールでの最強を目指すことを謳う。新極真会として初の大会となった第8回全世界空手道選手権大会では代表の緑が演武を行い、長渕剛が自作の会歌を歌った。新極真会に改称後の初の世界王者は鈴木国博。来場者全員に会歌のCDが配られた。
2004年、第36回全日本空手道選手権大会では塚越孝行が初優勝。師の西田幸夫と共に組織を離れていた谷川光が復帰し、全日本大会から選手としても活動を再開する。
2005年、6月18日・19日に大阪で第3回カラテワールドカップが開催された。男子重量級・塚越孝行、男子中量級・ヴァレリー・ディミトロフ、男子軽量級・谷川光、女子重量級・ヴェロニカ・ソゾベトス、女子中量級・佐藤弥沙希、女子軽量級・兼光のぞみがそれぞれ優勝した。10月8日・9日に開催された第37回全日本空手道選手権大会では鈴木国博が4度目の優勝を果たした。次世代選手の育成を目的としたユースジャパンプロジェクトを発表し、第1回合宿が行われた。
2006年、10月20日・21日に開催した第38回全日本空手道選手権大会では塚本徳臣が9年ぶりに全日本優勝を果たした。
2007年、5月19日・20日に開催された第24回全日本ウエイト制空手道選手権大会では男子中量級で山田一仁が、女子軽量級の兼光のぞみが優勝し大会史上初の夫婦優勝を果たした。10月13日・14日に開催された第9回全世界空手道選手権大会では女子部門を新設した。ハンガリーのヴェロニカ・ソゾベトスが初代女子世界チャンピオンとなった。男子は塚越孝行が準々決勝でロシアチャンピオンのデニス・グリゴリエフを、準決勝でワールドカップチャンピオンのヴァレリー・ディミトロフを、決勝でヨーロッパチャンピオンのドナタス・イムブラスを下して優勝した。
2008年、大学生以下を対象にした全日本ジュニア空手道選手権大会と壮年部を対象にした全日本マスターズ空手道選手権大会を統合したカラテドリームカップを開催。以降、毎年夏に開催される。
2010年、オリンピック参加を目指して、日本格闘競技連盟に加盟し、年末に行われた合宿に参加した。
2011年、5月28日・29日に開催された第28回全日本ウエイト制空手道選手権大会ではユース出身者が男女全階級で優勝した。10月22日・23日に開催された第10回全世界空手道選手権大会では長渕剛とドルフ・ラングレンのコラボレーション演武が行われ、同大会では塚本徳臣が分裂後初となる（記録上二人目の）世界大会2回制覇を果たした。また、塚本は2011年の日本格闘競技連盟の最高選手賞を受賞し、年末の天皇杯全日本レスリング選手権大会で表彰された。
2012年、カラテドリームカップ2012国際大会の出場選手募集時に「すべての極真会派の皆さまへ」というタイトルで、フルコンタクト空手の大同団結に向けたメッセージをウェブサイトに掲載した。同大会には極真館、社団法人極真会館（全日本極真連合会）、極真会館浜井派、その他独立系極真道場から選手が出場した。10月末に開催された第44回全日本空手道選手権大会では島本雄二と島本一二三による初の兄弟決勝が行われた。
2013年、リトアニアの首都ヴィリニウスで第5回カラテワールドカップを開催。ヴァレリー・ディミトロフが重量級連覇、大会3連覇（中量級で優勝）した。女子では佐藤弥沙希が女子中量級3連覇を果たした。第30回ウエイト制大会では元中量級優勝者入来武久の息子である入来建武が重量級で優勝した。全日本大会では落合光星が初優勝した。JFKOの設立と共に懸案であった統一大会として新極真会のウエイト制をシフトさせることを発表。これに伴いウエイト制大会は第30回で休止となった。
2014年、5月17日・18日に開催された全日本フルコンタクト空手道連盟主催の第1回全日本フルコンタクト空手道選手権大会では男子3階級（重量級・山本和也　軽重量級・山田一仁　中量級・前田優輝）、女子1階級（中量級・加藤小也香）で優勝した。海外のトーナメントに選手を多数派遣した。9月に開催されたマス大山メモリアルカップでは若手選手が活躍し、入来建武（重量級）、大下郁真（中量級）、横山紀子（女子中量級）、谷岡菜穂子（女子軽量級）が優勝を果たした。10月25日・26日に開催された第46回全日本大会では島本雄二が2度目の優勝を果たした。新極真会に名称変更後塚本、鈴木に次いで3人目の複数回優勝者となった。
2015年、第2回全日本フルコンタクト空手道選手権大会では男子4階級（重量級・山本和也　軽重量級・加藤大喜　中量級・前田優輝　軽量級・岡崎陽孝）、女子2階級（重量級・佐藤弥沙希　中量級・南原朱里）で優勝した。また、前年の全日本大会、マス大山メモリアルカップ、今大会の結果をもって第11回全世界空手道選手権大会の日本代表が選出された。10月31日・11月1日に開催された第11回世界大会では、島本雄二が初優勝を果たした。また、「第12回世界大会で2連覇を目指します」と4年後の連覇を宣言した。女子では、全ヨーロッパ選手権重量級3連覇のチェンゲ・ジェペシ（ハンガリー）が初優勝。今大会最年少で世界大会初出場の南原朱里（16歳）が準優勝に輝いた。
2016年、5月21日・22日に開催された第3回フルコンタクト空手選手権では、男子3階級（重量級・山本和也　軽重量級・前田勝汰　中量級・前田優輝）、女子2階級（重量級・佐藤弥沙希　中量級・加藤小也香）で優勝した。10月22日・23日に開催された第48回全日本大会では入来建武が初優勝した。女子では将口恵美が5年ぶりに全日本王者に返り咲いた。また、今季大会の結果を経て、第6回全世界ウエイト制空手道選手権大会（旧称：カラテワールドカップ）の日本代表が選出された。
2017年、5月13日・14日に開催された第4回全日本フルコンタクト空手道選手権大会に第6回全世界ウエイト制空手道選手権大会の日本代表選手は不参加。主力を欠いた新極真会は初めて全階級の優勝を逃す。7月1日・2日にカザフスタンのアスタナで開催された第6回全世界ウエイト制空手道選手権大会において日本選手団は男女8階級中、男子中量級を除く7階級で優勝。男子重量級優勝の島本雄二と女子重量級優勝の将口恵美は主要4大会制覇のグランドスラムを達成した。

## フルコンタクト空手のオリンピック参加を目指す
緑が雑誌のインタビューや大会挨拶で極真ルールのオリンピック参加を目指す旨を発言。緑が財団法人日本オリンピック委員会（JOC）副会長の福田富昭と知り合ったことをきっかけに、2009年に福田が会長を務める日本格闘競技連盟（JMAGA）に加盟した。
福田は2011年10月に開催された第10回全世界空手道選手権大会で大会挨拶を行い、ノンコンタクト（WKFルール）とフルコンタクト（極真ルール）の2つのルールを合わせて空手競技として申請することを提案した。
2012年から主にJKJOフルコンタクト委員会と共に統一団体設立を模索。2013年に全日本フルコンタクト空手道連盟（JFKO）が設立された。
2016年8月、東京オリンピックの組織委員会が追加競技の一つとして提案した『空手』が国際オリンピック委員会の総会で承認されたが、フルコンタクトの組手は採用されないことが判明し、JFKOより声明が出された。

## 開催大会
開催している大会については、全世界空手道選手権大会、全日本空手道選手権大会は、上記の通り、国際空手道連盟 極真会館の記録を引き継ぎ、大会名や開催回数もそのまま使用している。

### 全世界空手道選手権大会
4年に1度東京体育館で開催する無差別級の国際大会である。2007年の第9回大会から女子の部を同時に開催している。2023年の第13回大会は型の部の世界大会が実施された。
| 回 | 年     | 優勝           | 準優勝                   | 3位                      | 4位                      |
| -- | ------ | -------------- | ------------------------ | ------------------------ | ------------------------ |
| 6  | 1996年 | 塚本徳臣（初） | 鈴木国博                 | 谷川光                   | 村瀬剛史                 |
| 7  | 1999年 | 岡本徹         | ムザファ・バカク         | 新保智                   | 吾孫子功二               |
| 8  | 2003年 | 鈴木国博       | 逢坂祐一郎               | 塚越孝行                 | ヴァレリー・ディミトロフ |
| 9  | 2007年 | 塚越孝行       | ドナタス・イムブラス     | ヴァレリー・ディミトロフ | ローマン・ネステレンコ   |
| 10 | 2011年 | 塚本徳臣（2）  | 村山努                   | ローマン・ネステレンコ   | ルーカス・クビリウス     |
| 11 | 2015年 | 島本雄二（初） | 入来建武                 | ルーカス・クビリウス     | 前田勝汰                 |
| 12 | 2019年 | 島本雄二（2）  | マシエ・マズール         | 加藤大喜                 | ヴァレリー・ディミトロフ |
| 13 | 2023年 | 入来建武       | ヴァレリー・ディミトロフ | エドガー・セシンスキー   | アントン・ジマレフ       |

### 全世界ウエイト制空手道選手権大会
大山倍達亡き後、創設された体重別階級制で行われる世界大会である。第1回から男女の部があり、第5回まではそれぞれ軽量、中量、重量の3階級で争われた。第6回はJFKOの体重区分に合わせて軽重量級を増設し男女それぞれ4階級となった。第1回と第3回以外は日本国外で開催されている（旧称：カラテワールドカップ）。
- 第1回（1997年）　日本・東京
- 第2回（2001年）　ハンガリー・ブダペスト
- 第3回（2005年）　日本・大阪
- 第4回（2009年）　ロシア・サンクトペテルブルク
- 第5回（2013年）　リトアニア・ヴィリニウス
- 第6回（2017年）　カザフスタン・アスタナ
- 第7回（2022年）　ポーランド・キエルツェ

### 全日本空手道選手権大会
毎年秋に東京体育館で開催する無差別級の全国大会である。2006年の第38回大会から女子の部を同時に開催している。2020年は新型コロナの影響でベルサール六本木にて無観客開催。
| 28 | 1996年 | 塚本徳臣（初）             | 鈴木国博                   | 岡本徹                     | 新保智                     |                            |                            |
| 29 | 1997年 | 塚本徳臣（2）              | 鈴木国博                   | 谷川光                     | ルシアーノ・バジレ         |                            |                            |
| 30 | 1998年 | 岡本徹                     | 石原延                     | 鈴木国博                   | 谷川光                     |                            |                            |
|    | 1999年 | 第7回全世界選手権と兼ねる  | 第7回全世界選手権と兼ねる  | 第7回全世界選手権と兼ねる  | 第7回全世界選手権と兼ねる  |                            |                            |
| 32 | 2000年 | 鈴木国博（初）             | 阪本晋治                   | 佐藤隆孝                   | 逢坂祐一郎                 |                            |                            |
| 33 | 2001年 | 鈴木国博（2）              | 新保智                     | 塚越孝行                   | 小泉英明                   |                            |                            |
| 34 | 2002年 | 鈴木国博（3）              | 塚本徳臣                   | 新保智                     | 石原延                     |                            |                            |
|    | 2003年 | 第8回全世界選手権と兼ねる  | 第8回全世界選手権と兼ねる  | 第8回全世界選手権と兼ねる  | 第8回全世界選手権と兼ねる  |                            |                            |
| 36 | 2004年 | 塚越孝行                   | 野本尚裕                   | 山田一仁                   | 新保智                     |                            |                            |
| 37 | 2005年 | 鈴木国博（4）              | 前川憲司                   | ローマン・ネステレンコ     | 久野浄英                   |                            |                            |
| 38 | 2006年 | 塚本徳臣（3）              | 塚越孝行                   | 鈴木国博                   | 野本尚裕                   |                            |                            |
|    | 2007年 | 第9回全世界選手権と兼ねる  | 第9回全世界選手権と兼ねる  | 第9回全世界選手権と兼ねる  | 第9回全世界選手権と兼ねる  | 第9回全世界選手権と兼ねる  |                            |
| 40 | 2008年 | 山田一仁                   | 逢坂祐一郎                 | 鈴木国博                   | 谷川光                     |                            |                            |
| 41 | 2009年 | 塚本徳臣（4）              | 青栁茂瑠                   | 島本一二三                 | 山田一仁                   |                            |                            |
| 42 | 2010年 | 塚本徳臣（5）              | 村山努                     | 森健太                     | 塚越孝行                   |                            |                            |
|    | 2011年 | 第10回全世界選手権と兼ねる | 第10回全世界選手権と兼ねる | 第10回全世界選手権と兼ねる | 第10回全世界選手権と兼ねる | 第10回全世界選手権と兼ねる | 第10回全世界選手権と兼ねる |
| 44 | 2012年 | 島本雄二（初）             | 島本一二三                 | 加藤大喜                   | 森健太                     |                            |                            |
| 45 | 2013年 | 落合光星                   | 加藤大喜                   | 入来建武                   | 島本雄二                   |                            |                            |
| 46 | 2014年 | 島本雄二（2）              | 入来建武                   | 加藤大喜                   | 亀山真                     |                            |                            |
|    | 2015年 | 第11回全世界選手権と兼ねる | 第11回全世界選手権と兼ねる | 第11回全世界選手権と兼ねる | 第11回全世界選手権と兼ねる | 第11回全世界選手権と兼ねる | 第11回全世界選手権と兼ねる |
| 48 | 2016年 | 入来建武                   | 島本雄二                   | 前田勝汰                   | 山田一仁                   |                            |                            |
| 49 | 2017年 | 島本雄二（3）              | 入来建武                   | 前田勝汰                   | 加藤大喜                   |                            |                            |
| 50 | 2018年 | 島本雄二（4）              | 山本和也                   | 加藤大喜                   | 岡﨑陽孝                   |                            |                            |
|    | 2019年 | 第12回全世界選手権と兼ねる | 第12回全世界選手権と兼ねる | 第12回全世界選手権と兼ねる | 第12回全世界選手権と兼ねる | 第12回全世界選手権と兼ねる | 第12回全世界選手権と兼ねる |
| 52 | 2020年 | 入来建武（2）              | 加藤大喜                   | 後藤優太                   | 江口雄智                   |                            |                            |
| 53 | 2021年 | 入来建武（3）              | 多田成慶                   | 亀山真                     | 渡辺優作                   |                            |                            |
| 54 | 2022年 | 入来建武（4）              | 後藤優太                   | 鳥原隆司                   | 渡辺優作                   |                            |                            |
|    | 2023年 | 第13回全世界選手権と兼ねる | 第13回全世界選手権と兼ねる | 第13回全世界選手権と兼ねる | 第13回全世界選手権と兼ねる | 第13回全世界選手権と兼ねる | 第13回全世界選手権と兼ねる |
| 56 | 2024   | 多田成慶                   | 遠田竜司                   | 岡田侑己                   | 前田勝汰                   |                            |                            |

|    | 2023年 | 第13回全世界選手権と兼ねる | 第13回全世界選手権と兼ねる | 第13回全世界選手権と兼ねる | 第13回全世界選手権と兼ねる | 第13回全世界選手権と兼ねる | 第13回全世界選手権と兼ねる |
| 56 | 2024   | 鈴木未紘                   | 目代結菜                   | 藤原桃萌                   | 網川来夢                   |                            |                            |

### 全日本ウエイト制空手道選手権大会
毎年春に大阪府立体育会館で開催する体重別階級制の全国大会である。2006年の第23回大会から女子の部を同時に開催している。なお、2014年にJFKO主催の全日本フルコンタクト空手道選手権大会にシフトしたため、ウエイト制大会としての活動は2013年の第30回大会で休止となった。

### カラテドリームフェスティバル
2008年に始まった学生以下と壮年の全日本大会としてスタート。後に海外選手を受け入れる体制も作った。隔年で日本人のみを対象とした全国大会、国籍を問わない国際大会として毎年夏に東京体育館で開催される。さらに幼稚園生を対象にした幼年の部から大学生を対象にした学生の部までを学年、体重で分けた若手のトーナメント、35歳以上を年齢、体重で分けた壮年のトーナメントを行う。また型のトーナメントも行われる（旧称：カラテドリームカップ）。

### ブロック大会
北海道、東北、関東、北陸、中部、関西、中国、四国、九州の各地で開催される上級者を対象にした大会（地域によっては初心者の部がある場合もある）。

### 県大会
全国の各県で開催される中級者から上級者を対象にした大会（地域によっては初心者の部がある場合もある）。

### 交流・錬成大会
全国の各支部・各道場で開催される初心者から中級者を対象にした大会。